# Babina adenopleura
Babina adenopleura là một loài ếch thuộc họ Ranidae.
Loài này có ở Trung Quốc và Đài Loan.
Môi trường sống tự nhiên của chúng là rừng ẩm vùng đất thấp nhiệt đới hoặc cận nhiệt đới, vùng cây bụi ẩm khu vực nhiệt đới hoặc cận nhiệt đới, đồng cỏ nhiệt đới hoặc cận nhiệt đới vùng ngập nước hoặc lụt theo mùa, đầm nước, hồ nước ngọt, đầm nước ngọt, vườn nông thôn, rừng trước đây suy thoái nghiêm trọng, ao, đất có tưới tiêu, và kênh đào và mương rãnh.
Nó không được IUCN xem là loài bị đe dọa.